# Palais Rivera

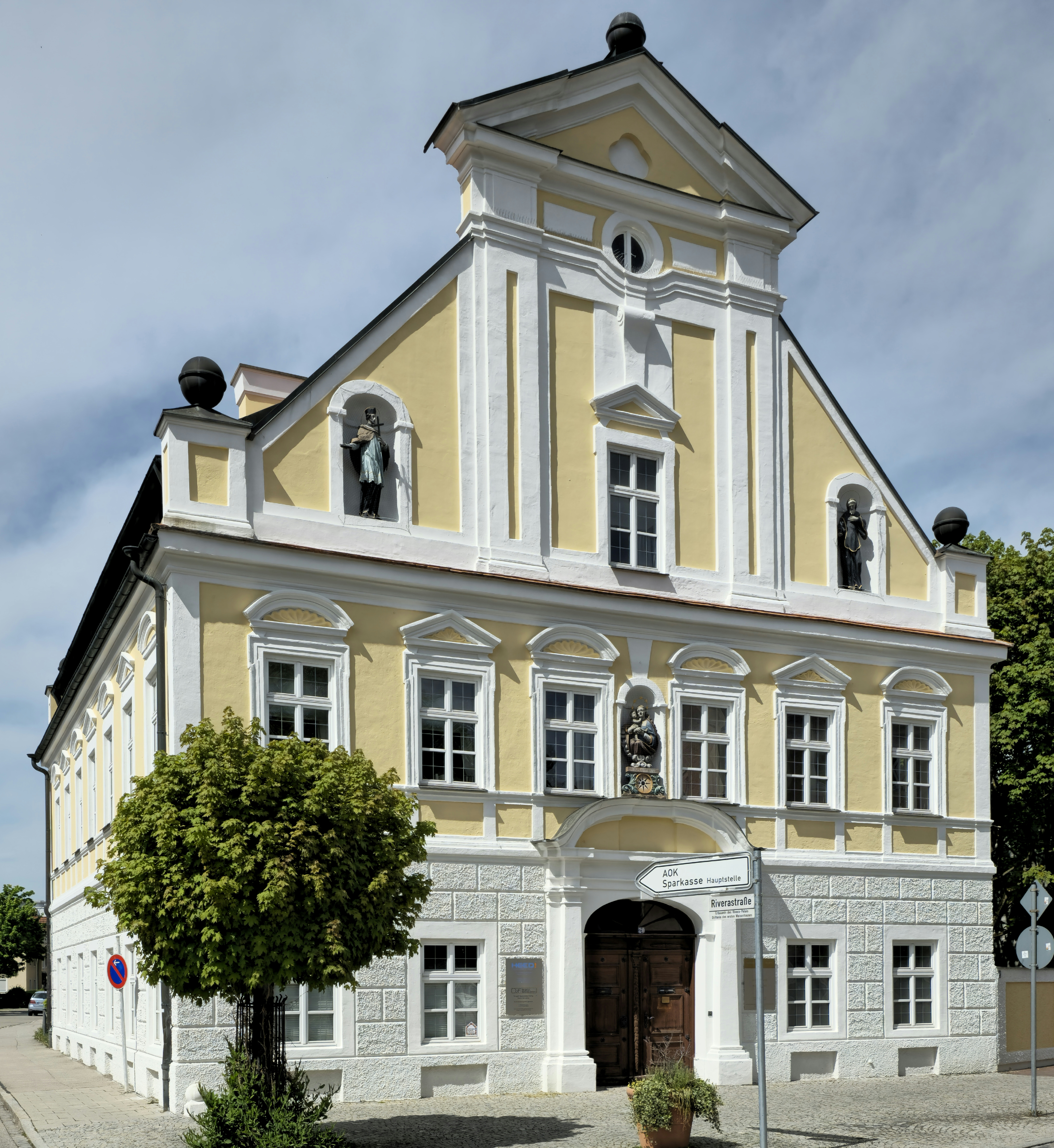
Palais Rivera in Erding

Portal

Das Palais Rivera in Erding in Oberbayern wurde 1712 erbaut. Das ehemalige Wohnhaus im Stil des Barock an der Münchener Straße 20 ist ein geschütztes Baudenkmal.

## Geschichte
Der Hofbaumeister Giovanni Antonio Viscardi (1645–1713) errichtete das zweigeschossige Wohnhaus mit hohem Giebel und Nischenfiguren Gebäude. Das denkmalgeschützte Haus gilt als einer der bedeutendsten profanen Barockbauten Bayerns. Bauherrin war die verwitwete Adelheid von Rivera  (1648–1725). Die Gräfin war unter anderem Grundherrin von Ottenhofen, Oberneuching und Kirchötting. Das Haus wurde als ihr Alterssitz gebaut. Sie nutzte das Gebäude als repräsentatives Stadtpalais, um ihre Gäste zu empfangen. Der Standort befand sich gegenüber dem früheren Kapuzinerkloster, zu dessen Förderern die Gräfin zählte. Das Kloster gibt es heute nicht mehr, es war 1692 gegründet und 1802 im Zuge der Säkularisation aufgelöst worden. An seinem Standort wurde 1901 das Amtsgericht errichtet.
Im Jahr 1938 wurde das Palais durch Brand teilweise zerstört und danach wieder aufgebaut. Es wurden am Rivera-Palais auch Umbauten vorgenommen, die das Aussehen und den Charakter des Bauwerks veränderten. Seit den 1970er-Jahren weist es wieder seine ursprüngliche Form auf.
Mitte 2015 kaufte die Stadt Erding das Palais Rivera. Das Gebäude ist an eine Steuerkanzlei und ein Logistikunternehmen vermietet.